# 郿城郡
郿城郡，唐朝时设置的郡。
义宁二年（618年）置，治所在郿县（今陕西省眉县东渭河北岸）。辖境相当今陕西省眉县一带。唐朝初年，废。 